# Оушън (окръг, Ню Джърси)
Оушън (на английски: Ocean County в превод „Океански окръг“) е окръг в щата Ню Джърси, Съединени американски щати. Площта му е 2372 km², а населението – 592 497 души (2016). Административен център е град Томс Ривър.